# Qatarese voetbalbond
De Qatarese voetbalbond of Qatar Football Association (QFA) is de voetbalbond van Qatar.
Het voetbal in Qatar kwam vanaf de jaren 40 en 50 in ontwikkeling. De voetbalbond werd opgericht in 1960 en is sinds 1974 lid van de Aziatische voetbalbond (AFC) en sinds 2009 lid van de West-Aziatische voetbalbond (WAFF). In 1972 werd de bond lid van de FIFA. Het hoofdkantoor staat in Doha. De voetbalbond is onder andere verantwoordelijk voor het Qatarees voetbalelftal, de Beker van de emir van Qatar, de Beker van sjeik Jassem van Qatar en de Beker van de kroonprins van Qatar.
Het lukte de voetbalbond een aantal keer om de organisatie van een groot internationaal op zich te nemen. Zo werd het Aziatisch kampioenschap voetbal in 1988 en 2011 in Qatar gehouden en in 2010 lukte het de voetbalbond om de organisatie van het wereldkampioenschap voetbal 2022 te verkrijgen.

## President
In november 2021 was de president H.E. Sheikh Hamad Bin Khalifa Al Thani.